# Hércules
Hércules de Miranda connu également sous Hércules (né le 2 juin 1912 à Guaxupé au Brésil et mort le 3 septembre 1982 à Rio de Janeiro) était un joueur de football brésilien.

## Biographie
Il commence sa carrière en 1930 à la CA Juventus, avant de rejoindre en 1933 São Paulo da Floresta puis Fluminense où il inscrit 164 buts en 176 matchs. En 1942, Hércules va aux Corinthians où il reste jusqu'à la fin de sa carrière en 1948 (53 buts en 73 matchs).
Hércules joue aussi avec la Seleçao lors de la coupe du monde 1938, et joue lors du premier match, victoire 6-5 contre la Pologne.

## Palmarès

### Club
- Championnat carioca (5) :

Fluminense : 1936, 1937, 1938, 1940, 1941